# Pseudokuzicus tamdao
Pseudokuzicus tamdao är en insektsart som beskrevs av Andrej Vasiljevitj Gorochov 1998. Pseudokuzicus tamdao ingår i släktet Pseudokuzicus och familjen vårtbitare. Inga underarter finns listade i Catalogue of Life.